# Eleutherodactylus rivularis
Eleutherodactylus rivularis är en groddjursart som beskrevs av Díaz, Estrada och Hedges 200. Eleutherodactylus rivularis ingår i släktet Eleutherodactylus och familjen Eleutherodactylidae. IUCN kategoriserar arten globalt som akut hotad. Inga underarter finns listade i Catalogue of Life.